# Гёриах
Гёриах (нем. Göriach) — коммуна (нем. Gemeinde) в Австрии, в федеральной земле Зальцбург. 
Входит в состав округа Тамсвег.  Население составляет 363 человека (на 31 декабря 2005 года). Занимает площадь ca. км². 

## Политическая ситуация
Бургомистр коммуны — Райнхард Радебнер (АНП) по результатам выборов 2004 года.
Совет представителей коммуны (нем. Gemeinderat) состоит из 9 мест.
- АНП занимает 5 мест.
- СДПА занимает 3 места.
- АПС занимает 1 место.